# Geelsnavelduiker
De geelsnavelduiker (Gavia adamsii) is de grootste vertegenwoordiger binnen de familie der duikers. Deze vogel is genoemd naar de Britse scheepsarts en natuuronderzoeker Edward Adams (1824-1856).

## Kenmerken
De lengte van de vogel is 77- 90 cm (exclusief poten) , de spanwijdte: 135-150 cm. De vogel lijkt sterk op de ijsduiker. De geelsnavelduiker is iets groter en heeft een zware geel gekleurde snavel in de broedtijd. In de winter is het onderscheid lastig. Kenmerkend blijft de duidelijk grote, lichtgele of ivoorwitte  snavel die bij het zwemmen schuin naar boven gehouden wordt.

## Verspreiding en leefgebied
De vogel broedt in gebieden met een toendraklimaat rondom de Noordelijke IJszee, van West-Siberië tot Alaska. De vogel trekt naar het zuiden in september-december (voornamelijk in oktober in Zuidelijke Oostzee / Barentszzee) en de Pacifische kust van Noord-Amerika en Oost-Azië. De voorjaarstrek vindt plaats van eind april tot begin juni.

## Voorkomen in Noordwest-Europa
De vogel overwintert regelmatig maar in een erg klein aantal langs de Noorse kust en in de Oostzee. De soort is zeldzaam in Nederland en in landen rondom de Noordzee. In Nederland zijn tot 2021 41 bevestigde waarnemingen.

## Status
De grootte van de populatie werd rond 2018 geschat op 11.000 tot 21.000 individuen. De aantallen gaan achteruit. Het broedgebied in de Noordelijke IJszee wordt bedreigd door vervuiling die optreedt bij de oliewinning. Om deze redenen staat de geelsnavelduiker als gevoelig op de Rode Lijst van de IUCN.

## Afbeeldingen

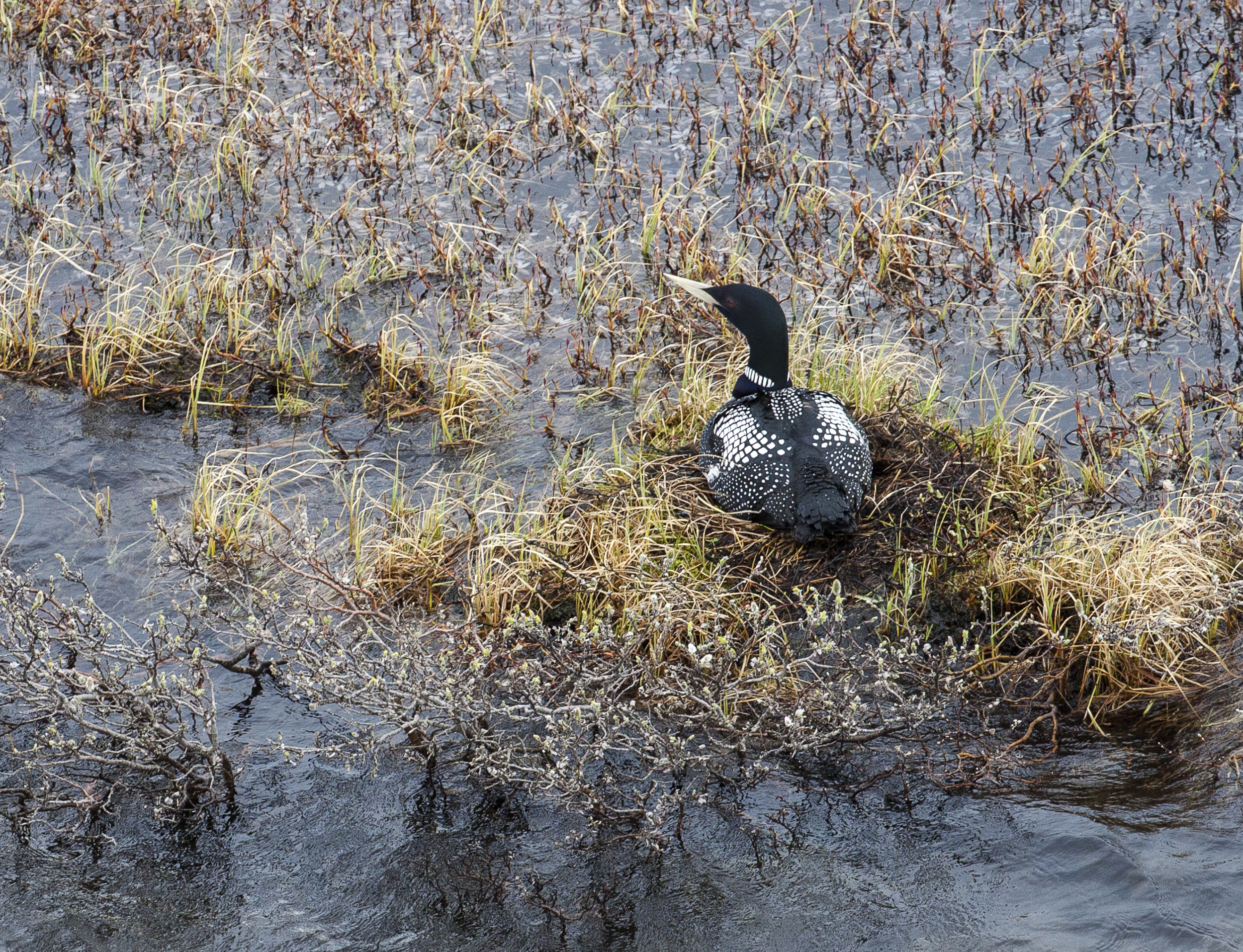
Geelsnavelduiker op haar nest in Nationaal Aardoliereservaat Alaska.
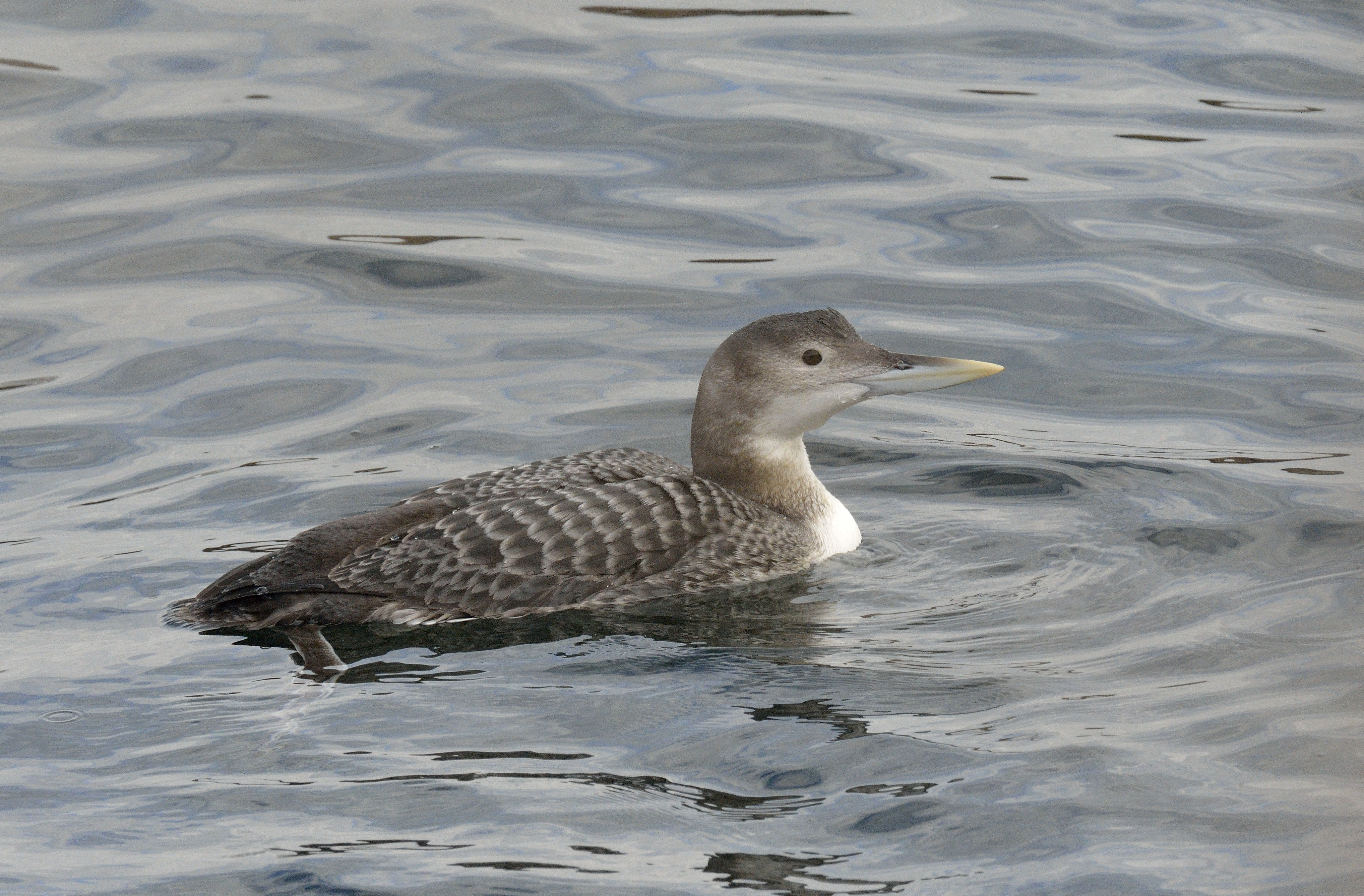
Geelsnavelduiker in winterkleed.